# 切罗基 (爱荷华州)
切罗基（Cherokee）是美国艾奥瓦州切罗基县的城市和县城。 2010年美国人口普查中的人口为5253人，少于2000年人口普查的5369人。

## 历史
切罗基在1870年被列为城镇，以印第安部落命名。 切罗基于1873年4月5日成立。